# Plagiostenopterina olivacea
Plagiostenopterina olivacea är en tvåvingeart som beskrevs av Friedrich Georg Hendel 1913. Plagiostenopterina olivacea ingår i släktet Plagiostenopterina och familjen bredmunsflugor.
Artens utbredningsområde är Taiwan. Inga underarter finns listade i Catalogue of Life.